# Sarah Poot
Sarah Poot (Antwerpen, 22 februari 1978) is een Belgisch architect. Poot voltooide haar architectuurstudie in 2002 aan het Henry Van de Velde Instituut te Antwerpen. In 2014 richtte ze haar eigen bureau ‘POOT architectuur’ op.

## Biografie
Sarah Poot groeide op in Antwerpen en startte na haar middelbare studies aan het Koninklijk Lyceum haar architectuuropleiding aan het Henry Van de Velde Instituut, onderdeel van de Universiteit Antwerpen, waar ze in 2002 afstudeerde. Nadien liep ze stage bij architect Joachim Walgrave. Na twee jaar ervaring als projectarchitect bij ‘Huiswerk architecten’ werkte Poot gedurende acht jaar samen met Luc Roegiers, eerst als zaakvoerder bij ‘St. Ar. T.’ architecten en nadien bij ‘Poot Roegiers’. Sinds 2014 heeft Poot haar eigen bureau genaamd ‘POOT architectuur’. In 2020 werkten er bij het bureau zeven mensen.
Zo ontving zij in 2016 een prijs voor het ontwerp van de inkomzones van Sporting A en in 2018 voor de bouw van een uitkijktoren in de Tuinen van Stene samen met Stefan Schöning.
Naast haar werk als architect is Sarah Poot sinds 2019 werkzaam als assistent aan de faculteit architectuur van de KU Leuven – Campus Gent Sint-Lucas en is zij lid van Gemeentelijke commissie ruimtelijke ordening van Mortsel.

## Werken & wedstrijden
De gerealiseerde projecten van Poot Architectuur zijn voornamelijk woningen waarbij ruimte en materiaal een hoofdrol spelen.
- laureaat Open Oproep van de Vlaams Bouwmeester voor een studieopdracht voor de Samenwerkende Maatschappij voor Volkshuisvesting in Willebroek (2010)[5]
- laureaat Open Oproep voor de studieopdracht voor de OCMW campus in Rijkevorsel (2011)[6]
- eigen woning te Antwerpen (2012)[7]
- genomineerd voor de Open Oproep voor de studieopdracht voor de bouw van een vrijetijdscentrum en gemeentehuis in Wingene (2018)[8]
- genomineerd voor de Oproep WinVorm voor een nieuw uitkijkplatform in het landbouwpark 'Tuinen van Stene' in Oostende (2018)[9]
- groepswoning Sint-Jans Gasthuis te Lo-Reninge (2019)[10]
- genomineerd voor de Open Oproep voor de studieopdracht voor de bouw van drie woonbuurten in Stekene (2020)[11]